# عکاسی انتزاعی

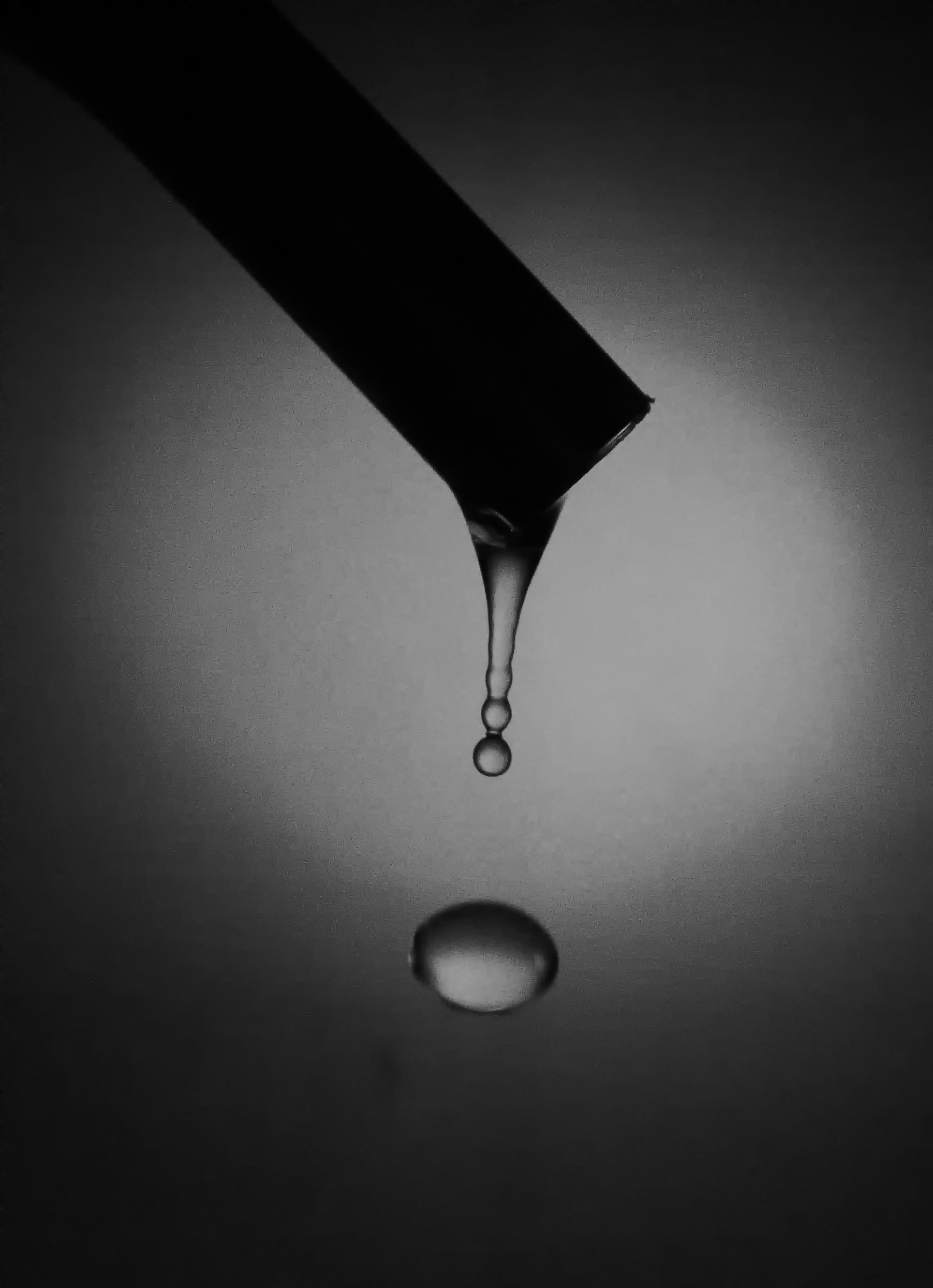
تصویر انتزاعی از چکیدن قطرهٔ آب

انتزاعی یا آبستره در برابر واقعی قرار می‌گیرد. واقعی چیزی است که در جهان وجود داشته باشد و انتزاعی چیزی که به شکل خالصش در جهان نباشد.↵عکاسی انتزاعی، شاخه‌ای از عکاسی است که با حذف برخی ویژگی‌های سوژه و پررنگ کردن برخی دیگر، به بیانی انتزاعی دست می‌یابد.
در هنر دو نوع انتزاع استفاده می‌شود: یکی پدیدآوردن چیزهایی که در خارج وجود ندارند، یعنی واقعی نیستند، و دیگری بازنمایی واقعیت‌ها با حذف برخی بخشهای غیرضروری آن‌ها. حالت اول در عکاسی ممکن نیست و تنها حالت دوم باقی می‌ماند. در این حالت عکاس با حذف برخی خصوصیات یک چیز، تأکید بیشتری بر جنبه‌های مهم‌تر سوژه می‌کند و به بیننده امکان می‌دهد که سوژه را از همان جنبه‌ای که او می‌بیند ببیند. به عنوان نمونه اگر شما بتوانید در عکسی خود به نوعی قد و وزن انسانی را حذف کنید و کاری کنید که تنها مفهوم انسانیت او منتقل شود، عکس شما آبستره خواهد بود.
ما جهان پیرامون خود را رنگی می‌بینیم و اگر تصویری سیاه‌وسفید باشد، انتزاعی و غیرواقعی است.
استفاده از زوایای غیرمعمول نیز باعث می‌شود که عکس حالت طبیعی نداشته باشد و در کار انتزاعی کردن می‌تواند فاکتور مهمی باشد. در این حالت شما کاری کرده‌اید که بیننده تصویر را از طریق عادت همیشگی خود نبیند و تا حدی از حالت معمول جدا شود و این نوعی انتزاع است.
اغراق در رنگ، واید یا تله بودن بیش از حد، فکوس بیش از حد در سوژه‌ها، استفاده از ساتریشن (وی واید یا رنگ) بسیار غلیظ، استفاده از کنتراست بالا، تصاویر سیاه یا ضد نور، حرکت دوربین در حین عکاسی و هر گونه استفاده غیرمعمول از تجهیزات عکاسی، گونه‌ای انتزاعی به عکس‌ها خواهد بخشید.

## نگارخانه

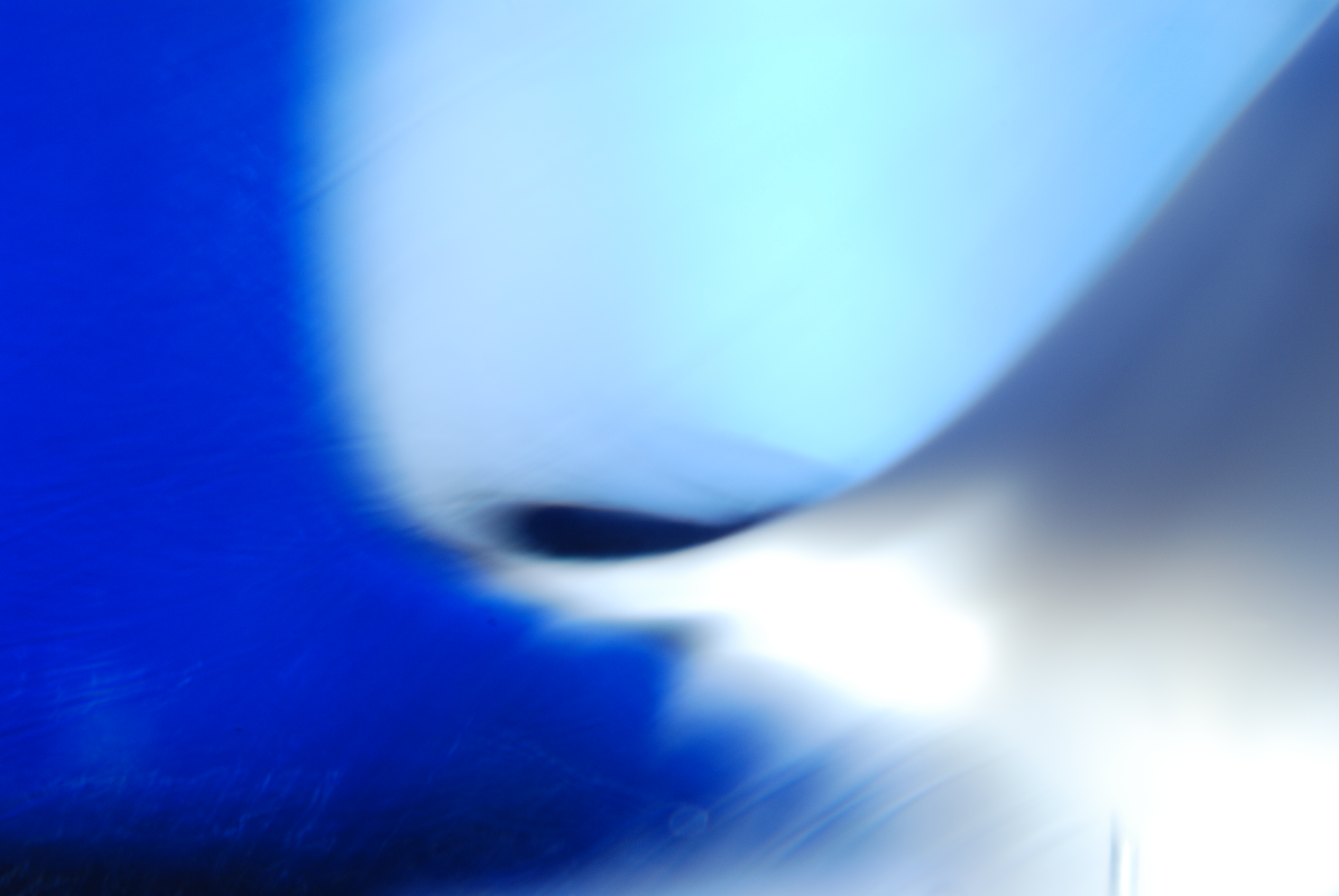
این عکس ماکروسکوپی اطلاعات کمی در مورد ماهیت جسم خود متمایز می‌کند.
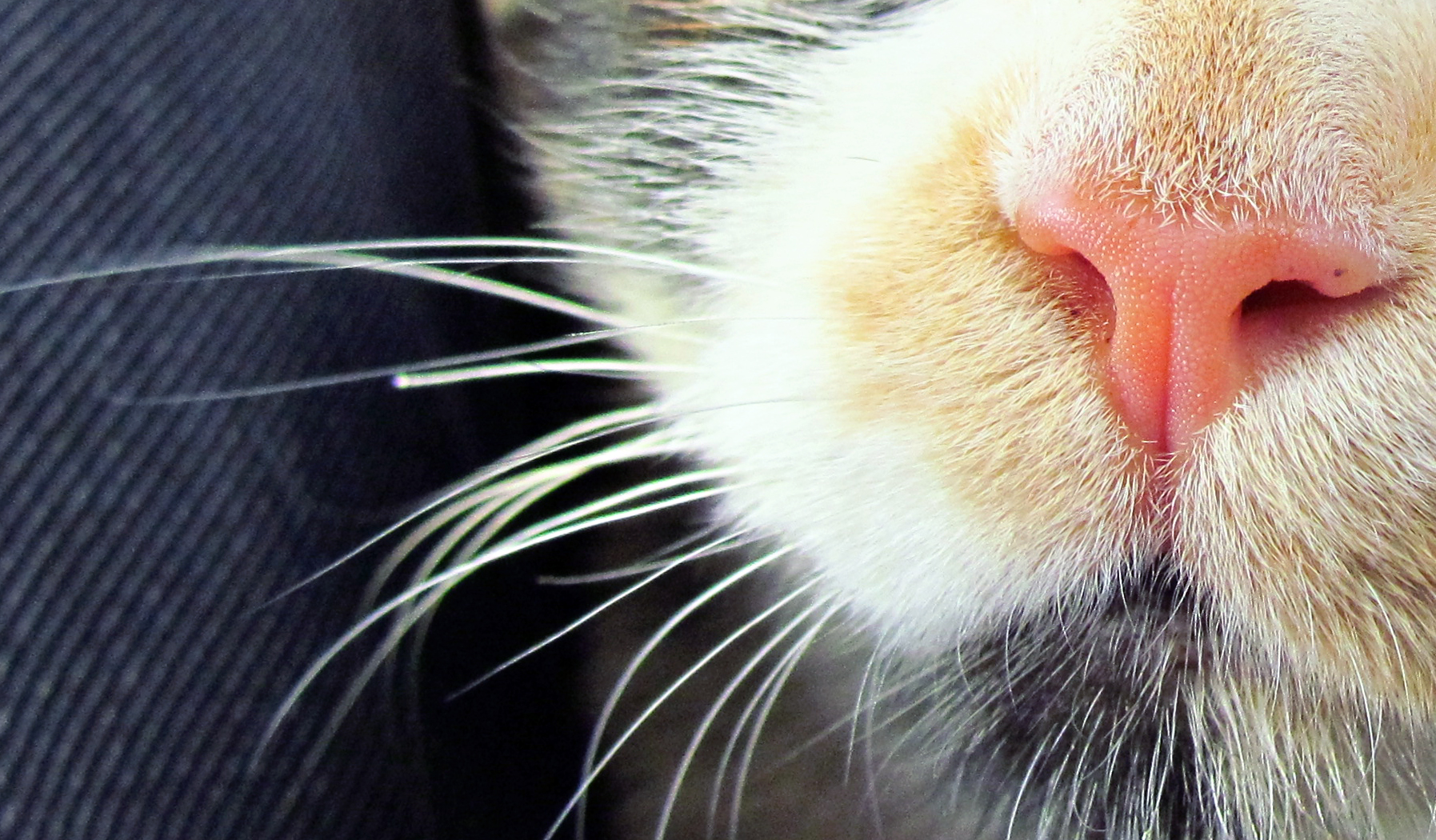
تصویر انتزاعی از حیوانات
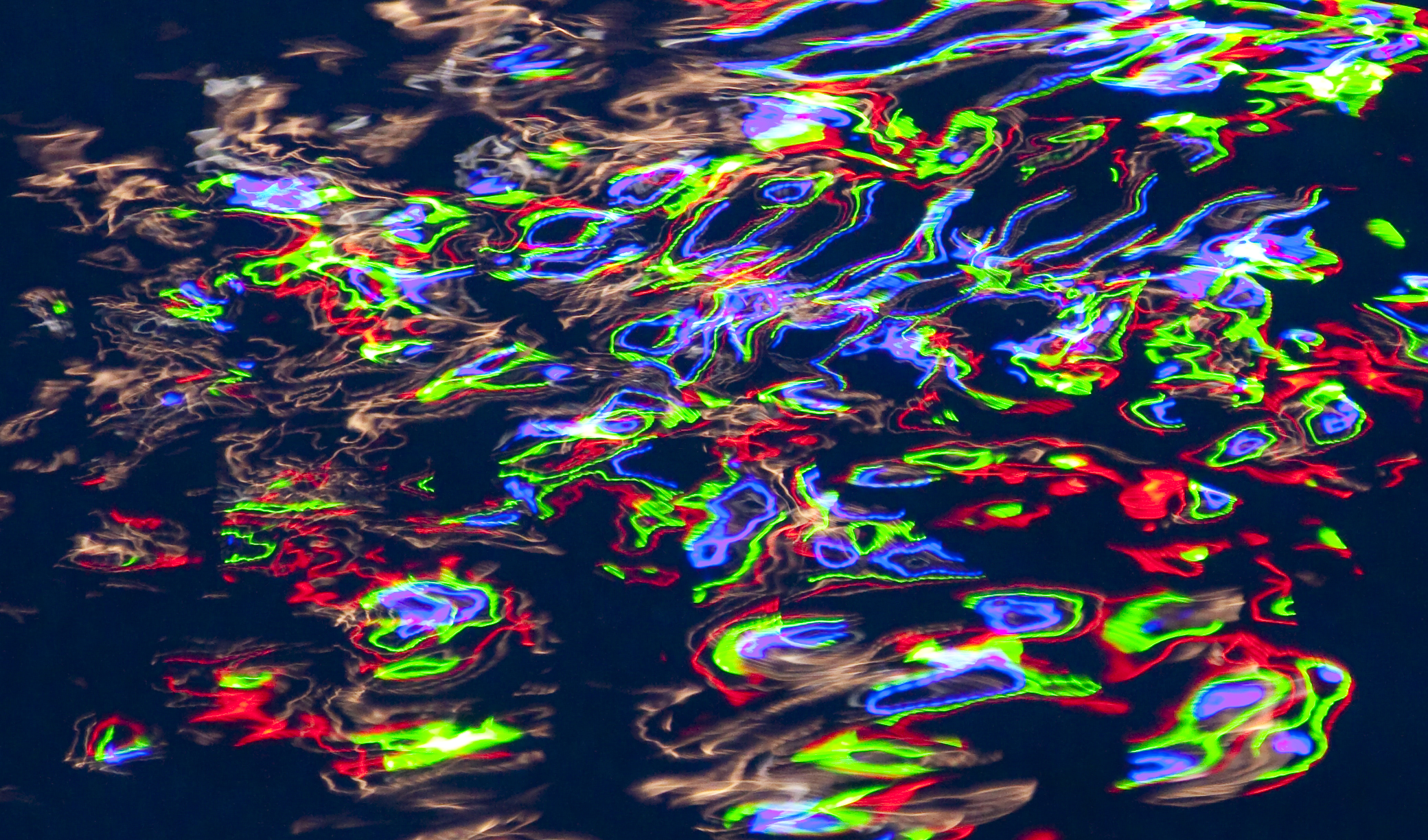
بازتاب و حرکت به عنوان صحنه‌ای برای انتزاعی شدن نور ترکیب می‌شوند
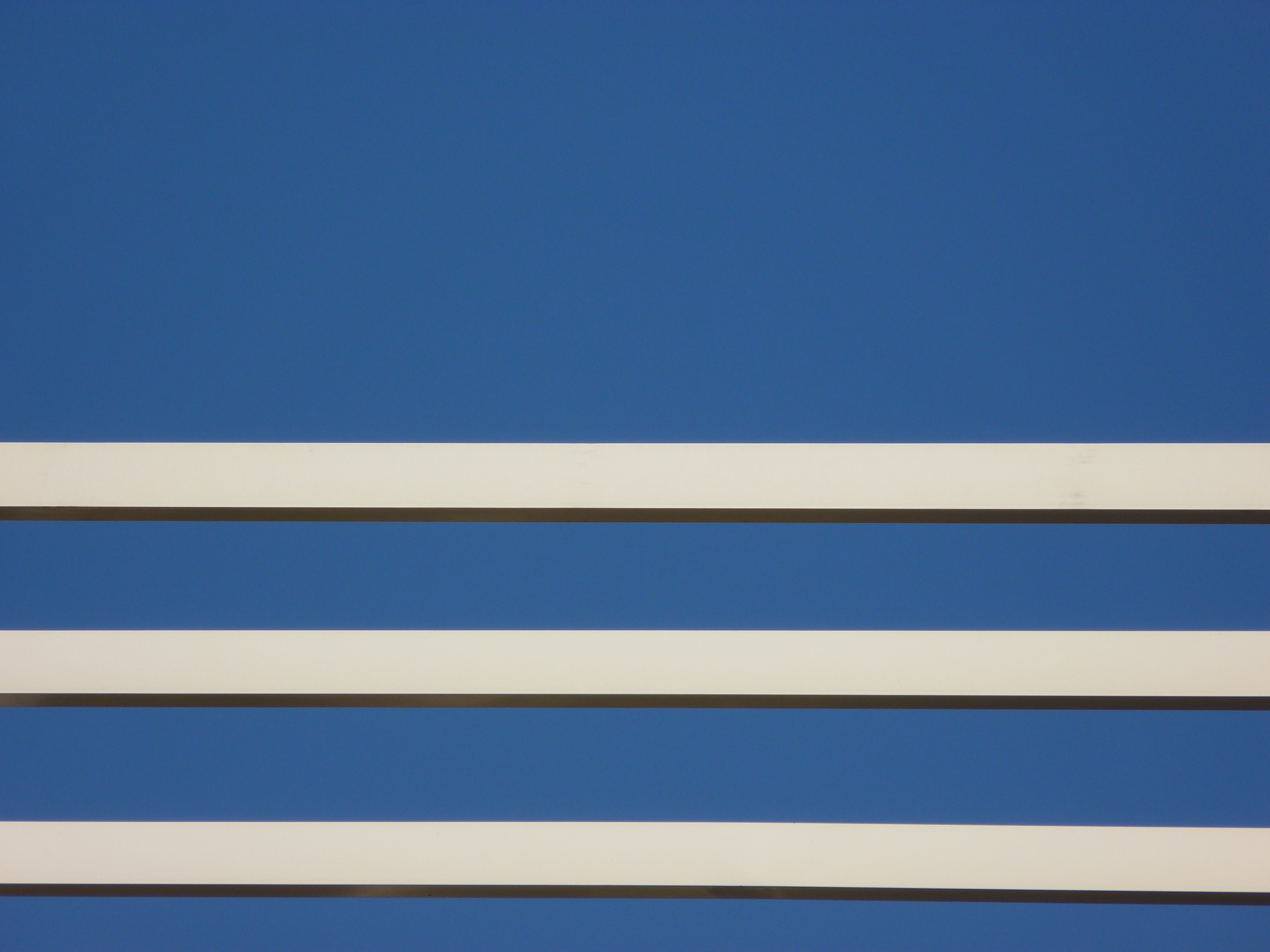
نوع این سازه به تصویر کشیده نشده است
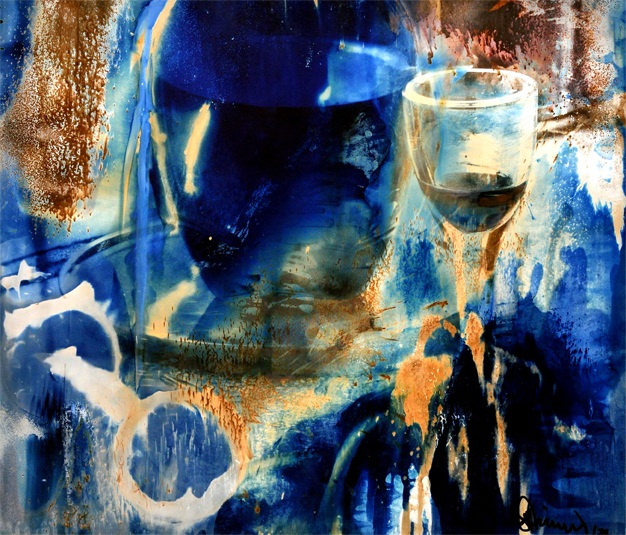
جوزف اچ. نیومن: شیمی‌شناسی گوستاو ۱۹۷۶
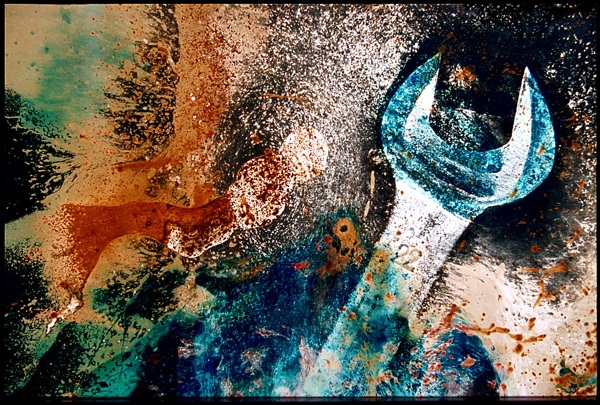
شیمی‌شناسی "کار رویایی" (۱۹۷۶) توسط جوزف اچ. نیومن
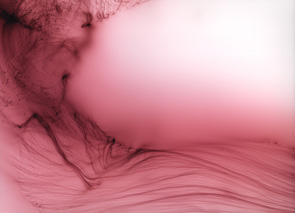
«فریشویمر ۲۶» (۲۰۰۳) اثر ولفگانگ تیلمانز